# معركة تولبياك
```
مَعركة تُولبِياكْ
، دَارَتْ رَحَاها عام 496 م في 
تسولبيش
، 
شمال الراين وستفاليا
، على بعد حوالي 60 كم شرق ما يعرف الآن 
بالحدود الألمانية البلجيكية
. بين 
الفرنجة
، بقيادة «
كلوفيس الأول
»، وبين 
ألامانيون
 بقيادة ملكهُم «
جيبولد
». أنتَهت المَعركة بنصر فرنجي حاسم.
```

معركة تُولبِياكْ هي الثانية من ثلاث معارك طاحنة خاضها «كلوفيس الأول» ضد ألامان. أدت معركة ستراسبورغ الثالثة في عام 506 م إلى نهاية إمبراطورية ألامان.

## خلفية
كان للفرنجة شعبين مُتجاورين وحُلفاء، «ساليان فرانكس»، الذي كان ملكهُن «كلوفيس الأول»، و«ريبواران فرانكس»، وعاصمتهم كولونيا وملكه «سيجبرت الأعرج». على حدود مملكة الأخير كان ألامانيون، عبارة عن اتحاد لقبائل الجرمان. أزدادت وتيرة الحوادث الحدود من النهب والغارات بين ألامانيون والريبواران فرانكس، ولكن في عام 496 م، عانى «سيجبرت الأعرج» من غزو حقيقي ودعا «كلوفيس» للمُساعدة. لبى «كلوفيس» نداء حليفه وجَهز جيشًا. من المقبول عمومًا أنه في دفاعه عن تسولبيش، تكبد «سيجبرت» وجيشه خسائر فادحة.

## المعركة
لا يُعرف الكثير عن مَعركة تُولبِياكْ، باستثناء أن الريبواران فرانكس ربما لم يُساعدوا الساليان فرانكس بعد المعركة الأولى. رأى «كلوفيس» مُحاربيه يُقتلون وشعر أن المعركة قد خرجت عن السيطرة. انتقل إلى البكاء، ودعا إله زوجته «كلوتيلد»، الإله الذي بشرته به مُنذ زواجهما عام 493 م، طالبًا مُساعدته.

يسجل «غريغوري أوف تور» صلاة «كلوفيس» في الفصل الثاني من كتاب تاريخ الفرنجة: 
«يا يسوع، أنت الذي كما أخبرتي كلوتيلد هو ابن الإله، أنت الذي تعين أولئك الذين هم في خطر، وتنصر أولئك الذين هم في خطر. لمن يأمل فيك، أسعى إلى مجد الخلاص بمُساعدتك، إذا أعطيتني النصر على هؤلاء الأعداء، وإذا اختبرت المُعجزات التي قال عنها الأشخاص الملتزمون باسمك، فأنا أؤمن بك، وسوف أُعمد بأسمك. لقد ناديت آلهتي، وكما رأيت، فشلوا في مُساعدتي، مما يجعلني أعتقد أنهم لا يتمتعون بالسُلطة، وأنهم لا يأتون لمساعدة أولئك الذين يخدمونهم. لك أبكي الآن، أريد أن أؤمن بك فقط إذا أنقذتني من خصومي».
عند هذه الكلمات، بدأ الألمان في الفرار، بعد ان قُتل زعيمهم. أخضع الفرنجة وقتلوا من تبقى منهُم.

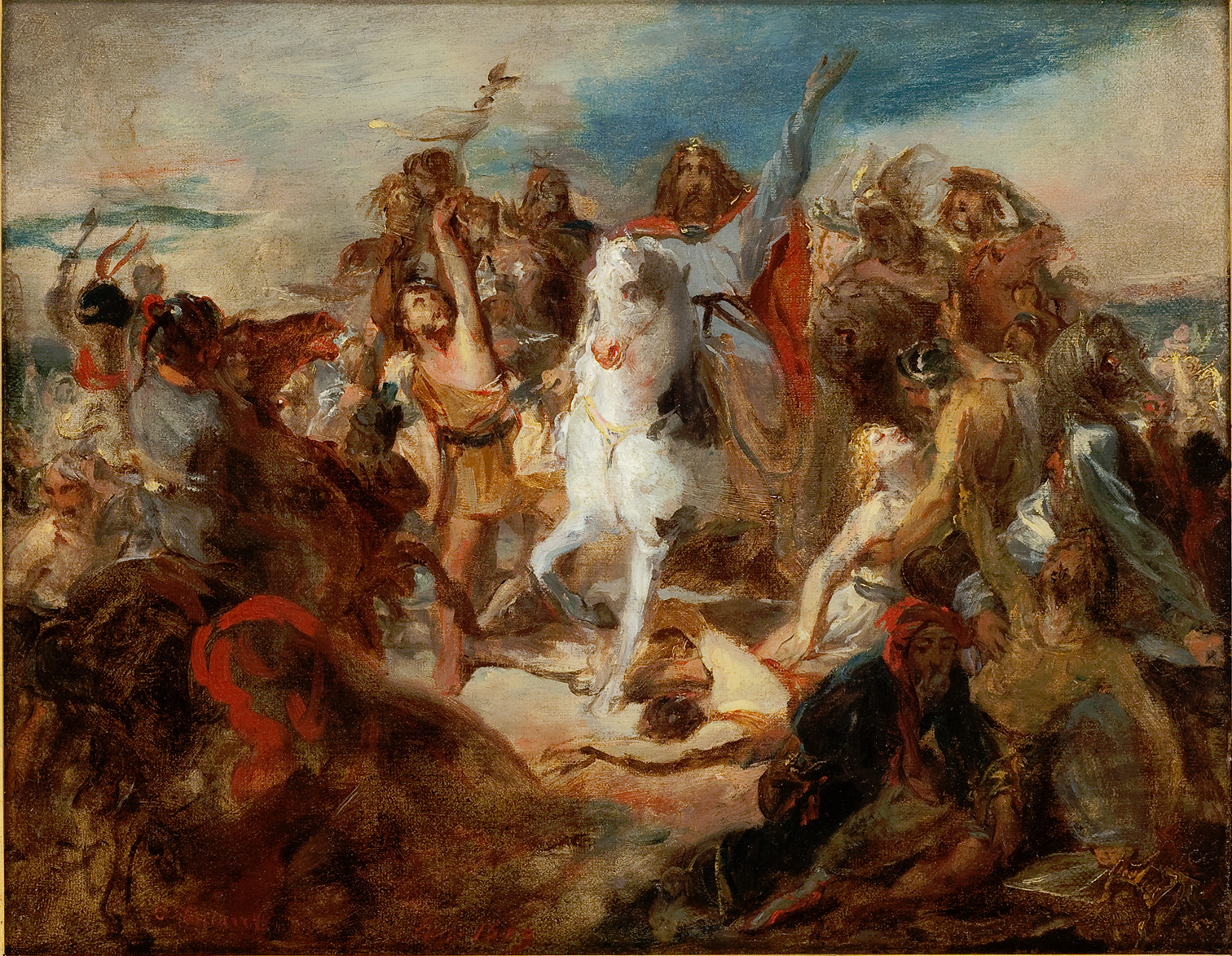
«كلوفيس» في مَعركة تُولبِياكْ، بريشة «اوكتاف تاسيرت»، 1836، مُتحف فابر.

كان «غريغوري أوف تور» أول من ذكر العنصر الذي صاغ التفسيرات اللاحقة لمَعركة تُولبِياكْ باعتبارها نُقطة مركزية في التاريخ الأوروبي، يُقال إن «كلوفيس» قد نسب نَصره إلى النذر الذي قطعه: إذا فاز، فسوف يتحول إلى دين المسيحية الذي أعانه. أصبح مسيحيًا في احتفال أقيم في ريمس بعيد ميلاد سنة 496 م. تم تحديد التاريخ التقليدي لمَعركة تُولبِياكْ ليتوافق مع تاريخ المعمودية هذا، من خلال قبول حساب «غريغوري أوف تور». رسالة نجت من «آفيتوس ألقيميوس»، تُهنئة «كلوفيس» على تعميده، لا تذكر التحويل المُفترض في مُجريات سير المعركة.

## الآثار
تخلى ألامانيون عن نهر الراين وتركوا الريبواريان فرانكس وشأنهُم. «كلوفيس»، الذي لم يستفيد إلا قليلاً، سمح لحليفه بالاحتفاظ بالمنطقة. اعتمد «كلوفيس» لاحقًا على مساعدة «سيجبرت الأعرج» أثناء غزو الجزء الشمالي من مملكة القوط الغربيين.
كانت النتيجة الأخرى (حسب «غريغوري أوف تور») تحول «كلوفيس» إلى الكاثوليكية حيث تم تعميده من قبل الأسقف «ريميجيوس من راينز»، الذي كتب له رسالة بخصوص تحوله. جلب هذا له دعم المسيحيين، إلى جانب دعم رجال الدين المؤثرين. بالإضافة إلى ذلك، سُمح لـ«كلوفيس» بالقيام بالفتوحات والحملات الصليبية لتَنيصر أراضيه الجديدة أو لمحو الآريوسية، التي اعتبرها رجال الدين هراطقة.

## تاريخ

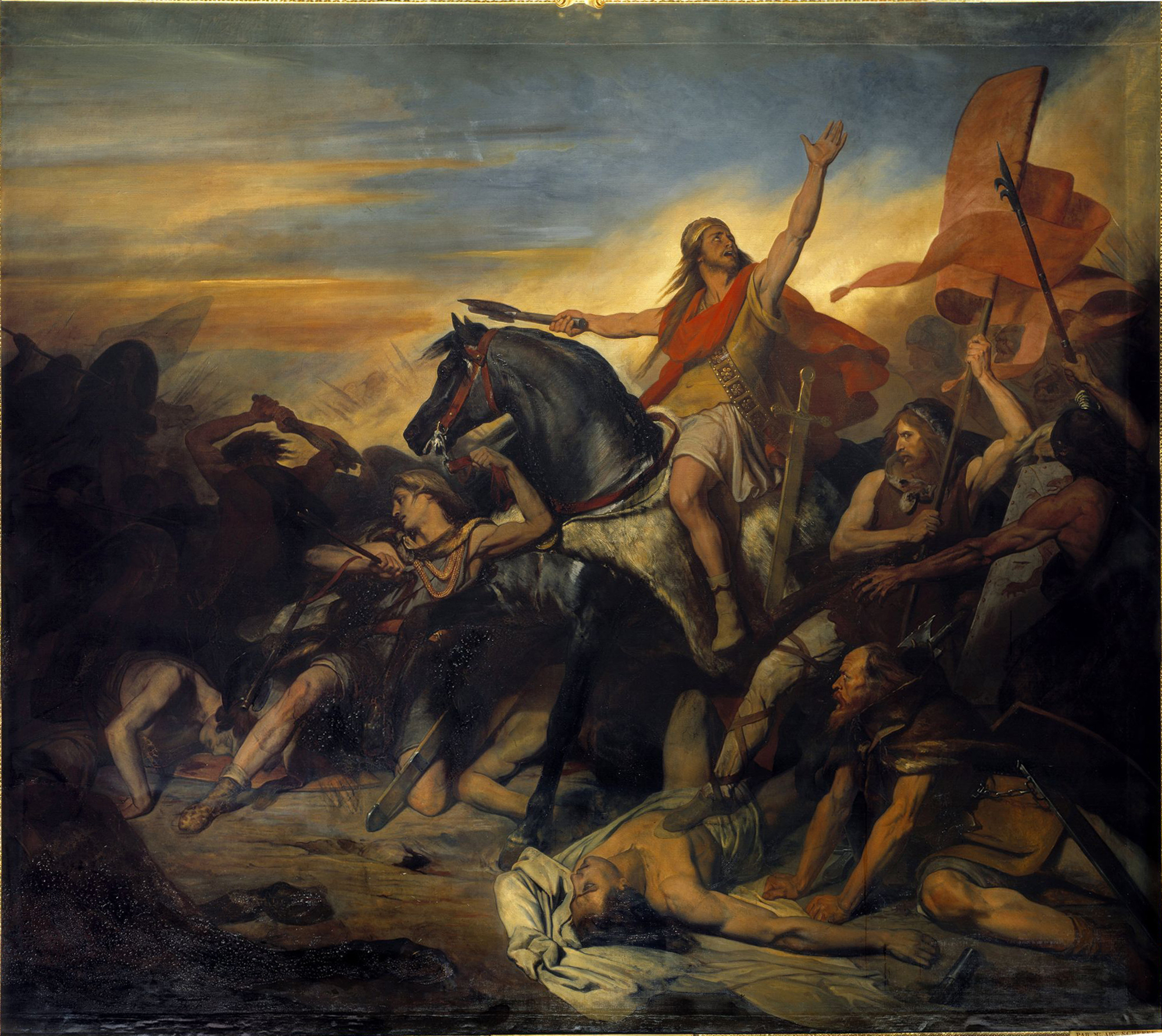
مَعركة تُولبِياكْ، بريشة «آري شيفر»، 1836، قصر فرساي.

تم تحدي التاريخ التقليدي للمعركة في عام 496 م من قبل «أوغسطين فان دي فيفر»، من خلال قرائته لسجلات تاريخية تضع وقت المعركة عام 506 م. وقد نُوقش هذا الأمر على نطاق واسع وتم اتباعه في بعض الروايات الحديثة. تاريخ 506 م يتبع أيضًا التسلسل الزمني لغريغوريوس، الذي يضع وفاة والد «كلوفيس»، «شيلديريك الأول»، في نفس الوقت تقريبًا مثل وفاة القديس «بربتوس»، الذي توفي عام 491 م. ومن ثم فإن 15 عامًا من 491 م ستكون 506 م. احتوى قبر «شيلديريك الأول» على عُملات معدنية للإمبراطور «زينون»، الذي توفي عام 491 م، ولا عُملات أخرى بعد ذلك التاريخ.

## معركة ستراسبورغ (506)
مَعركة ستراسبورغ في عام 506 م، هي معركة يعتقد العديد من الباحثين أنها المعركة الثالثة التي يُفترض أنها وقعت بين بين الفرنجة والألمان والتي أدت إلى هزيمة ودمج الجُزء الشمالي من إمبراطورية ألامان مع إمبراطورية الفرنجة، في حين وضع الجنوب نفسه تحت حماية «ثيودوريك الكبير» ملك القوط الشرقيين.

## خلفية تاريخية

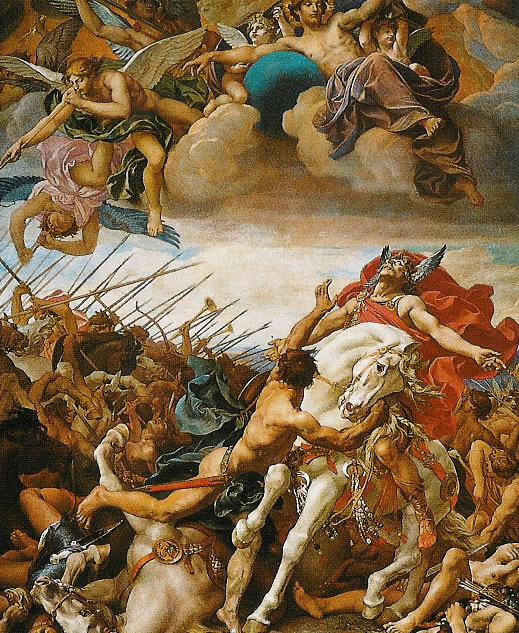
مَعركة تُولبِياكْ، بريشة «جوزيف بلان»، القرن التاسع عشر، مُتحف مقبرة العُظماء.